# Rumen Pawłow
Rumen Stefanow Pawłow (bg. Румен Стефанов Павлов; ur. 21 marca 1964) – bułgarski zapaśnik walczący w stylu wolnym. Olimpijczyk z Barcelony 1992, gdzie zajął piąte miejsce w kategorii 57 kg.
Trzykrotny uczestnik mistrzostw świata, srebrny medalista w 1990 i brązowy w 1989. Zdobył dwa medale na mistrzostwach Europy, w tym złoto w 1990 roku.
- Turniej w Barcelonie 1992

Pokonał Kim Chun-ho z Korei Południowej i Zorana Šorova z byłej Jugosławii, który występował jako sportowiec niezależny, a przegrał z Siarhiejem Smalem z WNP i Kimem Yong-sikiem z Korei Północnej. W pojedynku o piąte miejsce zwyciężył Amerykanina Kendalla Crossa.
Od lipca do września 2021 był deputowanym do Zgromadzenia Narodowego z ramienia Koalicji na rzecz Bułgarii.